# Pierre-Nolasque Bergeret
Pierre-Nolasque Bergeret (Burdeos, 1782 - París, 1863) fue un pintor francés, pionero como litógrafo y diseñador en la primera mitad del siglo XIX.
Nació en Burdeos el 30 de enero de 1782, donde recibió sus primeras clases de dibujo y pintura de Pierre Lacour, luego se trasladó a París trabajando en los talleres de François-André Vincent y Jacques-Louis David en los que conoció a François Marius Granet y Jean Auguste Dominique Ingres. Bergeret desempeñó un importante papel en la introducción de la litografía, en parte mediante sus reproducciones de pinturas de Nicolas Poussin y Rafael, así su litografía Mercurio (1804), reproducción de un detalle del fresco de Rafael existente en la Villa Farnesina, pero también haciendo una caricatura de la moda parisina en Le Suprême Bon Ton Actuel de 1805, que es uno de los primeros ejemplos de la técnica litográfica.
Entre sus encargos oficiales se encuentra el diseño de las medallas napoleónicas o de cartones en grisalla para las porcelanas de Sèvres, así como los dibujos para los bajorrelieves de la columna de la Plaza Vendôme. Los temas de sus pinturas se fundan en anédoctas, fue de los primeros que realizaron dibujos imitando la cultura del Renacimiento en el llamado estilo Troubadour. También trató temas alegóricos y representaciones de acontecimientos del Imperio francés. Murió el 21 de febrero de 1863 en París.
Algunos de sus trabajos fueron:
- Honores rendidos a Rafael en su lecho de muerte, 1806.
- Carlos V recogiendo el pincel de Tiziano, 1808.
- Ana Bolena condenada a muerte, 1814.
- Fra Filippo Lippi esclavizado en Tánger pintando un retrato de su captor, 1819.
- Aretino en el estudio de Tiziano, 1822.